# Pierre-Loup Rajot
Pierre-Loup Rajot (ur. 9 lutego 1958 r. w Ambert, w regionie Owernia, w departamencie Puy-de-Dôme) – francuski aktor, reżyser i scenarzysta filmowy i telewizyjny.
Po studiach na wydziale inżynierii środowiska w Campus de Jussieu w Paryżu, trafił do teatru. Uczył się aktorstwa w Cours Florent w Paryżu pod kierunkiem Francisa Hustera. Przełomem w karierze stała się rola w filmie Maurice'a Pialata Za naszą miłość (1983) u boku Sandrine Bonnaire.
Odgrywa wiodącą rolę Hugo Chalongesa w serialu R.I.S. Police scientifique (2006-2011).

## Wybrana filmografia

### Filmy fabularne
- 1983: La scarlatine jako Nino
- 1983: Kelner! (Garçon!) jako Maurice
- 1983: Za naszą miłość (À nos amours.) jako Bernard
- 1984: Zacharius jako Aubert
- 1984: Wspomnienia, wspomnienia (Souvenirs souvenirs) jako Antoine Boccara
- 1985: Następne lato (L'été prochain) jako Farou
- 1985: Bras de fer jako Potier
- 1985: L'ordre jako Lenormand
- 1985: Bâton Rouge jako Abdenour
- 1985: La Galette du roi jako Léo
- 1986: Sto franków miłości (Cent francs l'amour)
- 1988: Bengalska noc (La Nuit Bengali) jako Harold
- 1988: Uzdrowiciele (Les Guérisseurs) jako Tony
- 1989: Dzień po dniu (Jour après jour) jako Charlie Langmann
- 1989: Coupe-franche jako François
- 1990: Jutro jest kolejny dzień (Demain est un autre jour) jako
- 2000: Podróż Felixa (Drôle de Félix) jako Daniel
- 2000: Nie taki diabeł straszny (Voyous voyelles) jako fotograf
- 2001: Próba generalna (La répétition) jako
- 2003: Ja i mój biały (Moi et mon blanc) jako Franck
- 2010: L'arbre et la foret jako Charles Muller

### Seriale TV
- 1998: W poszukiwaniu szczęścia (La Clef des champs) jako Sylvain Delpech
- 2000: Niebieski rower (La Bicyclette bleue) jako Fiaux
- 2002: Jean Moulin jako Barres (generał Pierre de Bénouville)
- 2006-2011: R.I.S. Police scientifique jako Hugo Chalonges
- 2008: Urodził się w 68 (Nés en 68) jako ojciec Catherine